# إنانتش كوتش
إنانتش كوتش (بالتركية: İnanç Koç)‏ مواليد 9 فبراير 1979 في ديار بكر، هو لاعب كرة سلة تركي. بدأ مسيرته الاحترافية في سنة 1997. يلعب مع نادي كارشياكا لكرة السلة. يحمل الرقم 12. يبلغ طوله 6 قدم 7 بوصة (2.0 م).

## المسيرة الاحترافية
لعب مع بشكتاش لكرة السلة في الدوري التركي من سنة 2001 إلى 2003، ثم لعب مع تورك تيليكوم في سنة 2003، ثم لعب مع نادي كارشياكا لكرة السلة من سنة 2003 إلى 2007، ثم لعب مع بانفيت لكرة السلة في الدوري التركي في موسم 2007–2008، ثم لعب مع نادي طوفاس الرياضي من سنة 2010 إلى 2013، ثم لعب مع نادي كارشياكا لكرة السلة في سنة 2013.

## روابط خارجية
- إنانتش كوتش على موقع الدوري الأوروبي لكرة السلة (الإنجليزية)
- إنانتش كوتش على موقع كرة السلة الأوروبية.كوم (الإنجليزية)
- إنانتش كوتش على موقع ريلجم (الإنجليزية)
- إنانتش كوتش على موقع بروبوليرز (الإنجليزية)
- إنانتش كوتش على موقع سبورتس رفرنس (الإنجليزية)